# 法美郡
- 令制国一覧 > 山陰道 > 因幡国 > 法美郡
- 日本 > 中国地方 > 鳥取県 > 法美郡

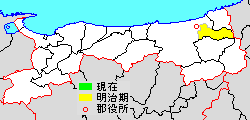
鳥取県法美郡の位置

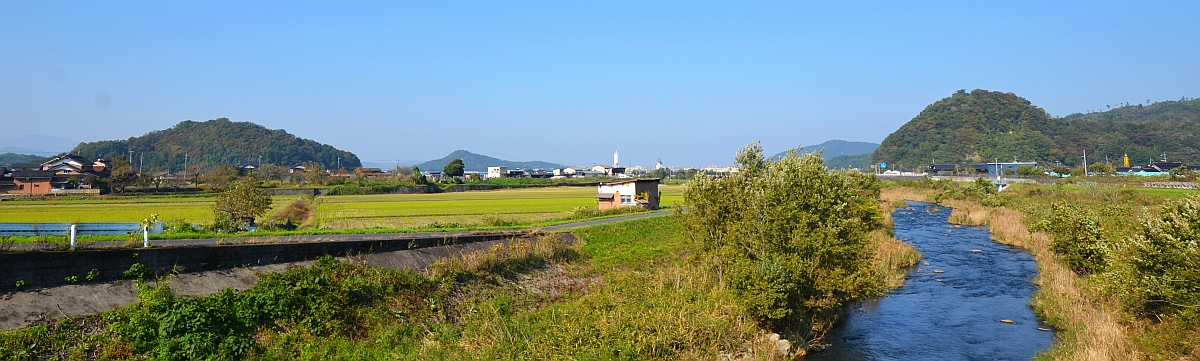
袋川（旧称・法美川）と因幡三山

法美郡（ほうみぐん）は、鳥取県（因幡国）にあった郡。
律令制のもとで7世紀後半に設置されたと推定されており、古代から近世まで存続した。明治維新に伴う制度改革でいちど廃止されたが、まもなく行政単位として復活、1896年（明治29年）に近隣の郡と合併して岩美郡となった。
郡域の多くは、現在は鳥取市の一部となっている。

## 郡域
時代によって違いがあるが、法美郡の範囲は主に袋川（古名・法美川）の中・上流域（旧・国府町一帯）を中心としている。中世まではこれに塩見川流域（旧・福部村一帯）が含まれていた。また、蒲生川の支流である小田川の上流域（岩美町の一部）も含まれていたとする説もある。いずれにせよ両地域は後に岩井郡（巨濃郡）へ編成されている。
この地域を代表する袋川は、縄文時代には単独で日本海へ注いでいたが、現代では一級河川千代川の支流に位置づけられており、千代川水系のなかでは2番めに長い支流である。平安時代後期から近世までは法美川と呼ばれていたほか、因幡川や国府川と呼ばれていた。郡内を流れる主要な袋川支流としては、美歎（みたに）川、上地（わじ）川、大石川などがある。
塩見川の流域は服部郷として古代から江戸時代まで法美郡の一部を成していた。その当時には塩見川の海浜部には福部砂丘（鳥取砂丘の東部）があり、その後背地に取り残された潟湖として湯山池と細川池があった。これらは古くは日本海に連なる入江だったとされており、神功皇后の三韓征伐の際の寄港地としての伝説が遺されている。正確な年代は不明だが、塩見川流域は江戸時代に法美郡から岩井郡（＝石井郡＝巨濃郡）に移管されており、両池は江戸時代から近現代にかけての干拓によって姿を消した。
山岳としては、東部に扇ノ山系が連なるほか、袋川と塩見川の分水嶺として稲葉山がある。
法美郡が隣接している地域は、因幡国内では北東の巨濃郡、南の八上郡・八東郡、西の邑美郡である。また、東端部では扇ノ山の稜線によって但馬国と接している。
他にも、江戸時代の正保年間以前には百谷村（ももだにむら）が邑美郡から編入されたと見られる。
その結果、1879年（明治12年）に行政区画として発足した当時の郡域は、鳥取市の一部（国府町高岡、国府町美歎、百谷、小西谷、卯垣、立川町、大杙、正蓮寺、杉崎、津ノ井、南栄町、船木、広岡、香取より南東および南吉方の一部）にあたる。

## 古代史

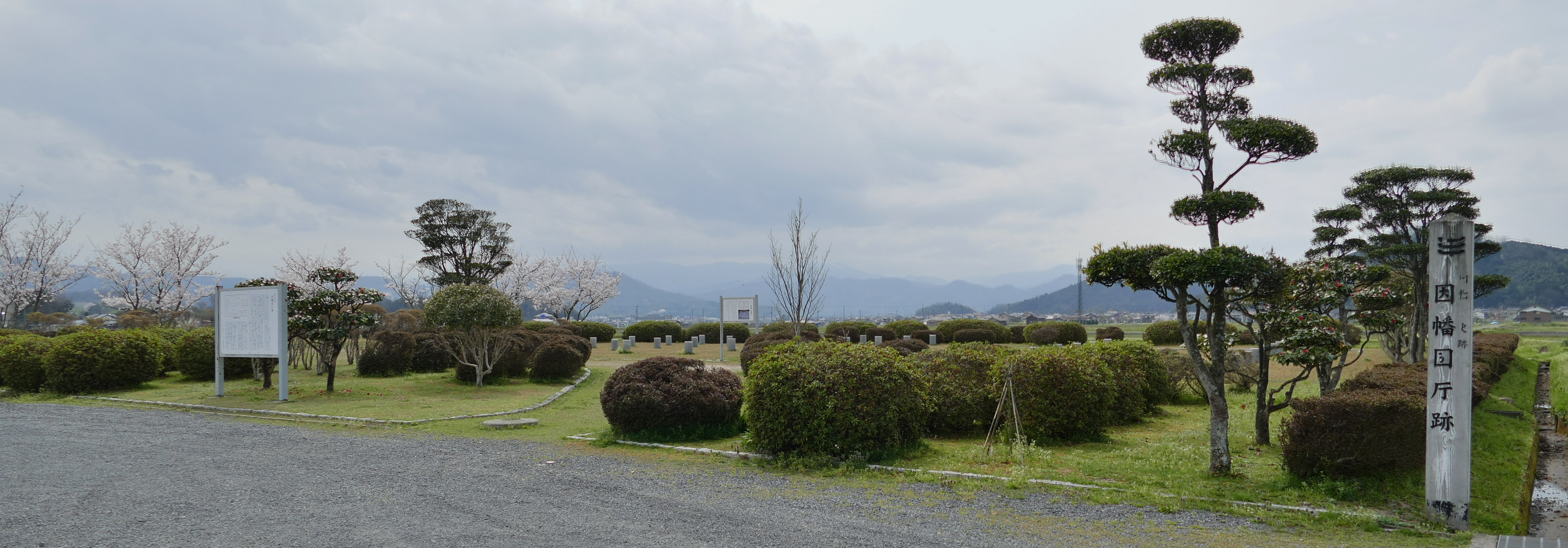
因幡国庁跡

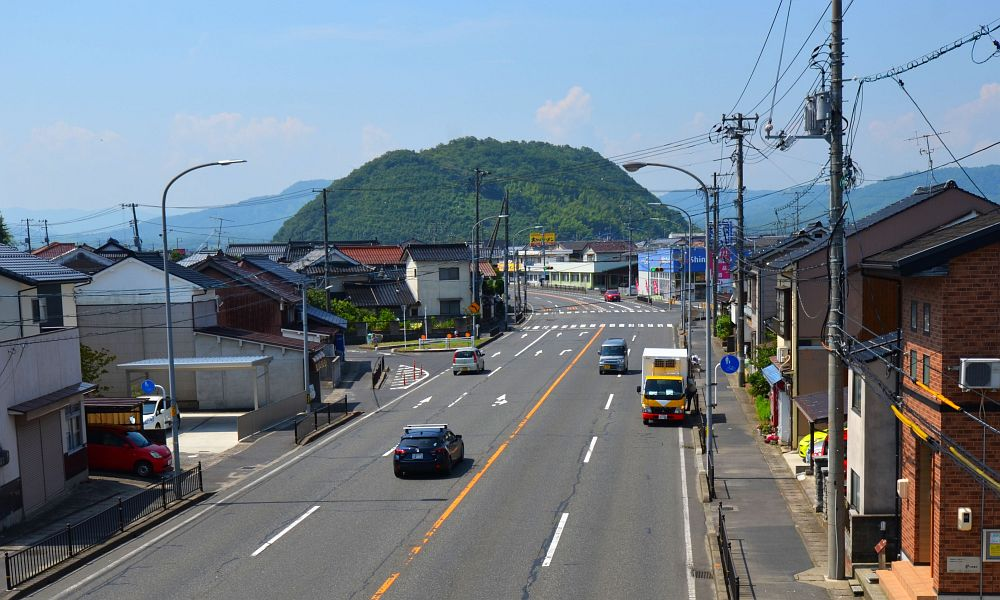
大路山と久松山を結ぶ線が条里制の基準となっている。現在の県道323号（若桜街道）は一部が当時の姿を伝えている。画像正面が大路山。

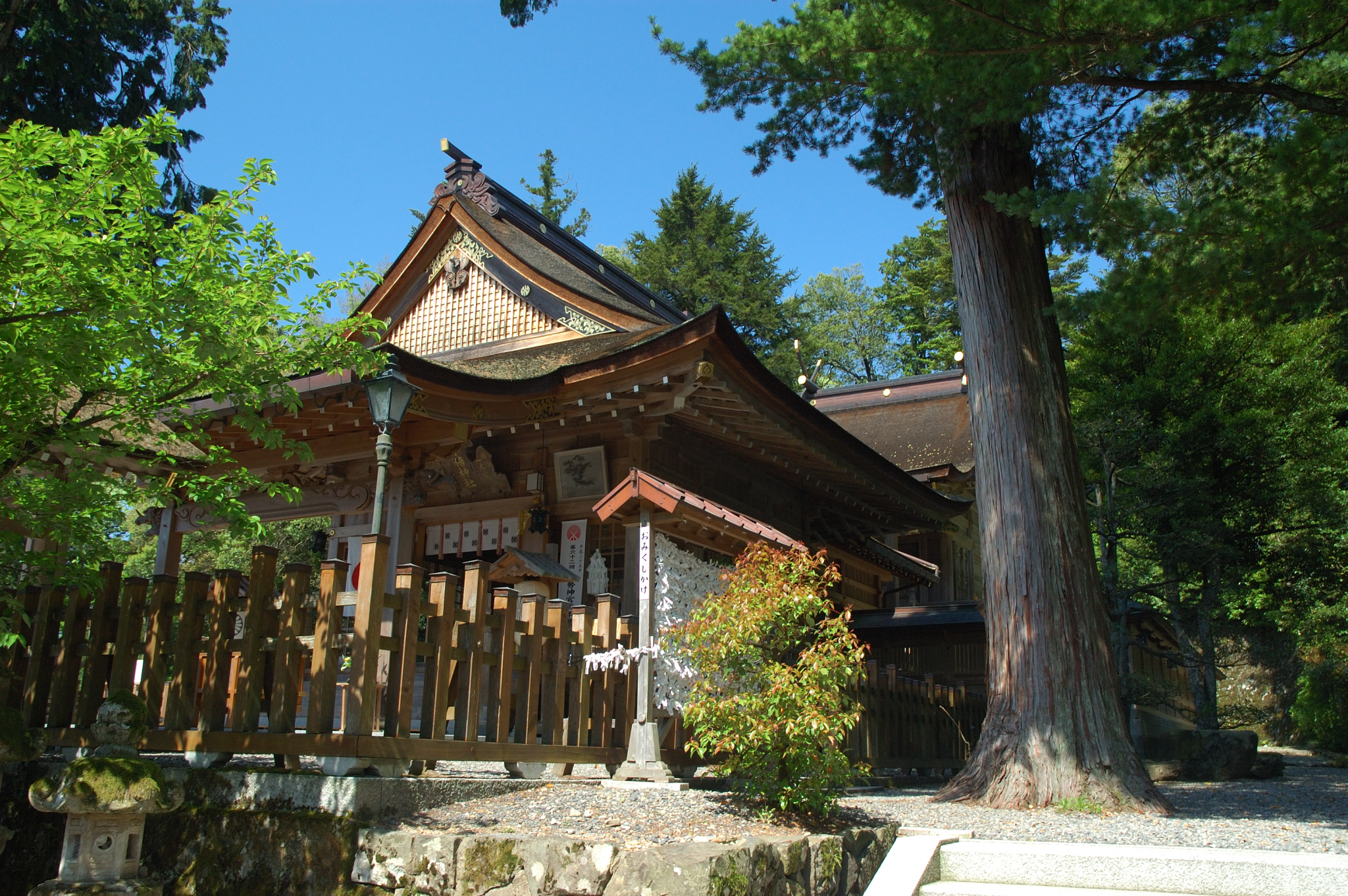
因幡国一宮の宇倍神社

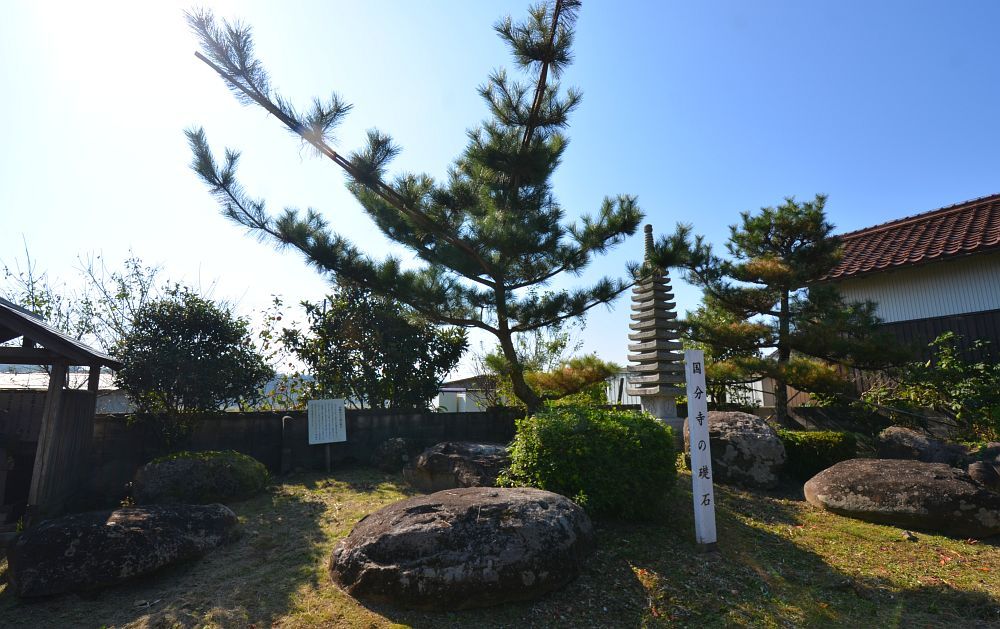
因幡国国分寺跡

法美郡の国府町には文武天皇（在位：697年-707年）の采女である伊福吉部徳足比売の墓跡があり、国の史跡に指定されている。ここから発見された墓誌には「和銅3年」（710年）の銘があり、これが「法美郡」の名称が登場する最古の史料である。
因幡国の中心地であった鳥取平野（邑法平野）には古代の条里制の姿が遺されている。この条里制は久松山山頂と大路山の山頂を結ぶ線を条里の基準線と定めており、約109m四方の土地割が行われている。

### 『伊福部臣古志』にみる法美郡の成立
古代の因幡国では、在郷の豪族伊福部氏（伊福吉部氏）が長らく稲葉国造を務めていた。その伊福部家に伝わる歴史書『因幡国伊福部臣古志』（伝784年成立）には、7世紀の中頃の因幡国に、初めて令制国の下位統治機構である評が設けられたという記述があり、古代日本の行政区域に関する重要な史料と位置づけられている。
| 『因幡国伊福部臣古志』 第廿六 大乙上の都牟自臣 是れ大乙上の都牟自臣は、難波長柄豊前宮御天万豊日天皇二年丙午、水依評を立て督に任じ、小智冠を授く。時に因幡国は一郡を為し、更に他郡無し。（中略）後岡本朝庭[斉明天皇]四年戊午、大乙上を授く。同年正月、始めて水依評を懐き、高草評を作る。 |

この史料から郡に関する記述を抜き取ると、孝徳天皇2年（648年）に、因幡国で唯一の評として「水依（みずより・みずえの）評」が立評され、次いで斉明天皇4年（658年）に水依評を分割して「高草評」（高草郡）が新設されたとなる。別の史料からは、天武天皇12年（683年）までに水依評の残った部分が二分割され、「法美評」（法美郡）と「邑美評」（邑美郡）となり、さらに8世紀に「評」が「郡」に改められたことが伝えられている。こうした制度の変化は、朝廷が中央集権化をすすめるため、地方豪族の力を弱めようと行ったものだと考えられている。
ただし、『因幡国伊福部臣古志』の記述は研究者によって様々な解釈が試みられており、とりわけ因幡国と水依評、そして各郡の関係や成立時期については様々な学説がある。諸説の主要な相違点はいくつかあり、評が全国に一斉に整備されたとするか段階的に整備されたとするか、「懐」を「壊」の誤記とみるか否か、当初の水依評は因幡国全域に相当するのか一部なのか、高草郡や他の郡の範囲、などの見解が分かれている。
『鳥取県の地名（日本歴史地名大系）』（1992年）では、水依評が658年の分割で法美郡と邑美郡に分割され、これらとは別に高草郡が設置されたと解釈している。
『古代因幡の豪族と采女』（2011年）では12通りの学説を紹介した上で、当初の水依評は千代川下流部の鳥取平野に相当する範囲に限定して編成されたという説を採用している。この地域では、千代川右岸一帯は伊福部吉氏の勢力範囲で、左岸は因幡氏が支配していた。はじめは両岸を統べる形で水依評を設置して伊福部吉氏を評督としたが、まもなく因幡氏の勢力範囲である左岸を高草評として分離したのだろう、と推測される。その後、右岸に残された水依評は東西に分割された。法美評は伊福部吉氏の宗家が支配し、邑美評は分家が支配するようになった。法美評督には大乙上の冠位、邑美評督にはそれより位が低い小乙中が授与されており、法美郡が因幡国の中心地に位置づけられていたことが推定される。

### 『和名抄』にみる郡内の郷

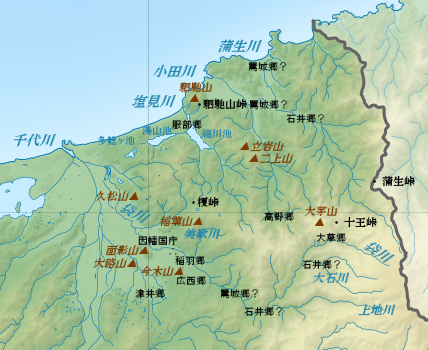
古代の法美郡内の郷の位置

承平年間（931年 - 938年）に成立した『和名類聚抄』に「波不美（はふみ）郡」（法美郡）に関する記述がある。当時、各地の郡は大・上・中・下・小の5段階に分類され、郡階に応じた数の職員が配置することになっていて、法美郡は「下」郡に格付けされていた。
ただし、その内容には写本ごとの差異がある。平安時代の写本とされる「高山寺本」によると法美郡を構成する郷は6（大草・罵城・広城・稲羽・津井・服部）、室町時代の写本とされる「大東急本」では7郷（大草・広西・稲羽・津井・服部・石井・高野）となっている。
「大東急本」には、因幡国の国府が法美郡におかれていたと記されている。法美郡の郡衙については言及がなく、遺跡なども見つかっていないものの、国府に隣接して稲羽郷にあっただろうと推測されている。
| 郷名                                                | 読み     | 『和名類聚抄』の訓 | 『和名類聚抄』の訓    | 中世の郷名        | 関連記事               |
| 郷名                                                | 読み     | 「高山寺本」       | 「大東急本」          | 中世の郷名        | 関連記事               |
| 大草 （大萱）                                       | おおかや | 於保加也           | 於保加也              | 大草郷 （大萱郷） | 大茅村・大茅山・十王峠 |
| 罵城                                                | とき     | 度岐               | 度木 （巨濃郡とする） | 富木郷（？）      | 登儀村                 |
| 広城 広西                                           | ひろせ   | 比呂世             | 比呂世                | 広西郷 （広瀬郷） | 御陵村                 |
| 稲羽                                                | いなば   | 以奈波             | 以奈波                |                   | 稲葉村・因幡国庁跡     |
| 津井                                                | つのい   | 豆乃井             | 津乃井                | 津井郷            | 津ノ井村               |
| 服部                                                | はとり   |                    | 波止利                | 服部庄            | 福部村                 |
| 石井                                                | いわい   | ※ （巨濃郡とする） | ※                     |                   |                        |
| 高野                                                | たかの   | ※ （巨濃郡とする） | ※                     |                   |                        |
| ※印は『和名類聚抄』（写本）に訓が記されていないもの |          |                    |                       |                   |                        |

- 大草郷 - 中世の大萱郷に相当し、千代川水系の袋川上流部に比定される[20]。

- 罵城郷 - 「高山寺本」では法美郡、「大東急本」では巨濃郡となっている。比定地には諸説あり、法美郡とするならば近世の「登儀郷（登木郷）」、中世の法美郡「富木郷」、巨濃郡とするならば岩美郡岩美町牧谷、岩美町新井・河崎、などが候補である。中世の富木郷・近世の登儀郷と同一視するならば、袋川と上地川の合流点付近から、袋川が鳥取平野にでるあいだの地域となる[21]。かつては「大東急本」に準じて岩美郡のいずれかの地域と比定する説が支配的だったが、袋川方面にある岡益の石堂や梶山古墳の研究が進むと、罵城＝度木＝登儀郷として袋川方面に比定する説が有力となった[19]。

- 広西郷 - 「高山寺本」では広城、「大東急本」では広西と書かれている。鳥取平野の東部、袋川中流左岸地域に比定され、現代の鳥取市国府町広西一帯に相当する[22]。

- 稲羽郷 - 鳥取平野北東部の袋川中流部に比定される。国庁（因幡国庁跡）がおかれており、因幡国の名称の由来になったと考えられている[23]。

- 津井郷 - 鳥取平野南東部の千代川水系砂田川上流一帯に比定される[24]。

- 服部郷 - 塩見川流域一帯に比定され、旧福部村（合併により鳥取市福部町）に相当する[25]。

- 石井郷 - 石井郷は「高山寺本」では巨濃郡、「大東急本」では法美郡となっていて[2]、いずれもよみがな（訓）は付されていない[26]。『和名類聚抄』の石井郷をどこに比定するかは難しく、大別して2つの候補地がある。中世以降の巨濃郡岩井庄方面とみるならば、蒲生川下流の旧岩井町一帯（岩美町岩井温泉付近）が遺称地となる。中世の法美郡（袋川流域）方面とみるならば、候補地には2説ある。江戸時代の『因幡志』（1795年）では袋川の支流、大石川流域にある石井谷（いわいだに）村（現・鳥取市国府町石井谷）を比定地とする。近現代の『大日本地名辞書』（1911年）や『鳥取県史』（1967年）では、袋川と上地川の合流部にあたるとしている[26]。『鳥取県の地名（日本歴史地名大系）』（1992年）では、袋川方面とみるのは無理があり、蒲生川方面とするべきとしている[26]。

- 高野郷 - 石井郷は「高山寺本」では巨濃郡、「大東急本」では法美郡となっていて[2]、いずれもよみがな（訓）は付されていない[27]。『延喜式神名帳』（927年）には巨濃郡に高野神社が記されており、同神社は高野郷にあったと考えられることから、『鳥取県史』（1967年）では高野郷はもともと法美郡に属しており、10世紀の前半に巨濃郡へ移管されたと推定している[27]。蒲生川支流の小田川流域一帯に相当すると考えられている[27]。

### 古代の交通路

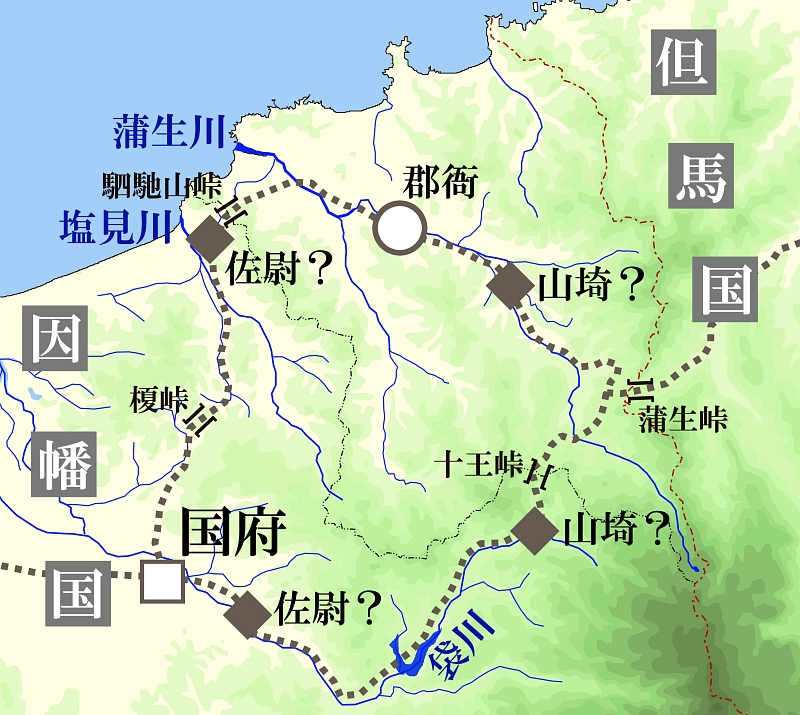
古代の山陰道のルートについての2説

天武天皇の時代（672年-686年）、律令制度の整備によって各地に官道が敷かれていった。中国地方の日本海側には山陰道が通じるようになり、畿内から丹波国、丹後国、但馬国を経て因幡国が陸路で結ばれた。この街道には、30里（約16キロメートル）おきに駅家が設置され、官道の格に応じた数の駅馬が常備されることになっていた。山陰道の場合には「小路」に格付けられており、各駅には5疋の馬を置くと定められていた。
古代の山陰道が具体的にどのようなルートを辿っていたのかについては、文献史料の記述と、遺跡などの考古学的な研究とを総合して推定される。しかし特に因幡国内ではそうした手がかりに乏しく、明確なルートはわかっていない。
唯一の情報とみなされているのが『延喜式』（905年）の28巻兵部省「諸国駅伝馬」の記述である。『延喜式』は山陰道の整備よりも100数十年あまり後代のものなので、この記述が直ちに山陰道の当初の姿を伝えているとは限らないが、当該部には次のような記述がある。
- 因幡国
  - 駅馬 山埼。左尉。敷見。柏尾。各八疋。
  - 伝馬 巨濃。高草。気多。各五疋。

このうち「敷見」と「柏尾」については、学説によって多少の差異はあるものの、いずれも千代川の西側にあるという見解で一致している。敷見は高草郡の湖山池湖畔、柏尾は気多郡とみられている。しかし「山埼」（やまさき）と「左尉」（さゐ・さい）については、遺跡や明確な遺称地はなく、駅の存在をうかがわせる小字さえも認められないためよくわかっていない。
学説は大きく分けると2説に分かれ、蒲生峠を越えて因幡国に入ったあと、蒲生川に沿って海側へ下り駟馳山峠・榎峠経由で国府へ至るという説、蒲生川上流部へ入って十王峠経由で袋川上流部から国府方面へ下るという説がある。前者の説を採るならば、「山埼」駅は巨濃郡の岩井温泉付近、「左尉」駅は塩見川沿いの細川地区にあったと推定され、左尉駅は法美郡服部郷に位置していたことになる。後者の説を採るならば、「山埼」駅は袋川の上流部の雨滝付近、「左尉」駅は因幡国庁に近い三代寺付近にあったと推定され、両駅は法美郡にあったということになる。

### 式内社
『延喜式』神名帳に記される郡内の式内社。
| 神名帳                     | 神名帳          | 神名帳 | 神名帳 | 比定社       | 比定社                            | 比定社     | 集成 |
| 社名                       | 読み            | 格     | 付記   | 社名         | 所在地                            | 備考       | 集成 |
| -------------------------- | --------------- | ------ | ------ | ------------ | --------------------------------- | ---------- | ---- |
| 法美郡 9座（大1座・小8座） |                 |        |        |              |                                   |            |      |
| 多居乃上神社 二座          | タコノウヘノ    | 小     |        | 多居乃上神社 | 鳥取県鳥取市国府町広西字梅ノ木194 |            |      |
| 意上奴神社                 | イカム オカミノ | 小     |        | 意上奴神社   | 鳥取県鳥取市香取字意上谷369       |            |      |
| 槻折神社                   | ツキヲリ        | 小     |        | 槻折神社     | 鳥取県鳥取市生山字上ノ山477       |            |      |
| 荒坂神社                   | アラサカ        | 小     |        | 荒坂神社     | 鳥取県鳥取市福部町八重原328       |            |      |
| 手見神社                   | テミノ          | 小     |        | 手見神社     | 鳥取県鳥取市国府町松尾字芋堀田341 |            |      |
| 服部神社                   | ハトリ          | 小     |        | 服部神社     | 鳥取県鳥取市福部町海士字宮ノ前597 |            |      |
| 美歎神社                   | ミタニノ        | 小     |        | 美歎神社     | 鳥取県鳥取市国府町美歎字宮ノ前261 |            |      |
| 宇倍神社                   | ウベノ          | 名神大 |        | 宇倍神社     | 鳥取県鳥取市国府町宮下字一宮651   | 因幡国一宮 |      |
| 凡例を表示                 |                 |        |        |              |                                   |            |      |

927年の『延喜式』神名帳には法美郡の神社として9社が掲載されている。
1099年頃の記録である『時範記』では、因幡守として赴任した平時範が神社を参拝したことが記されている。これによると、平時範は42日間の因幡国在住のあいだ、宇倍神社に8日間に渡って参詣している。このほか服部神社、美歎神社へ参っている。

## 中世から近世

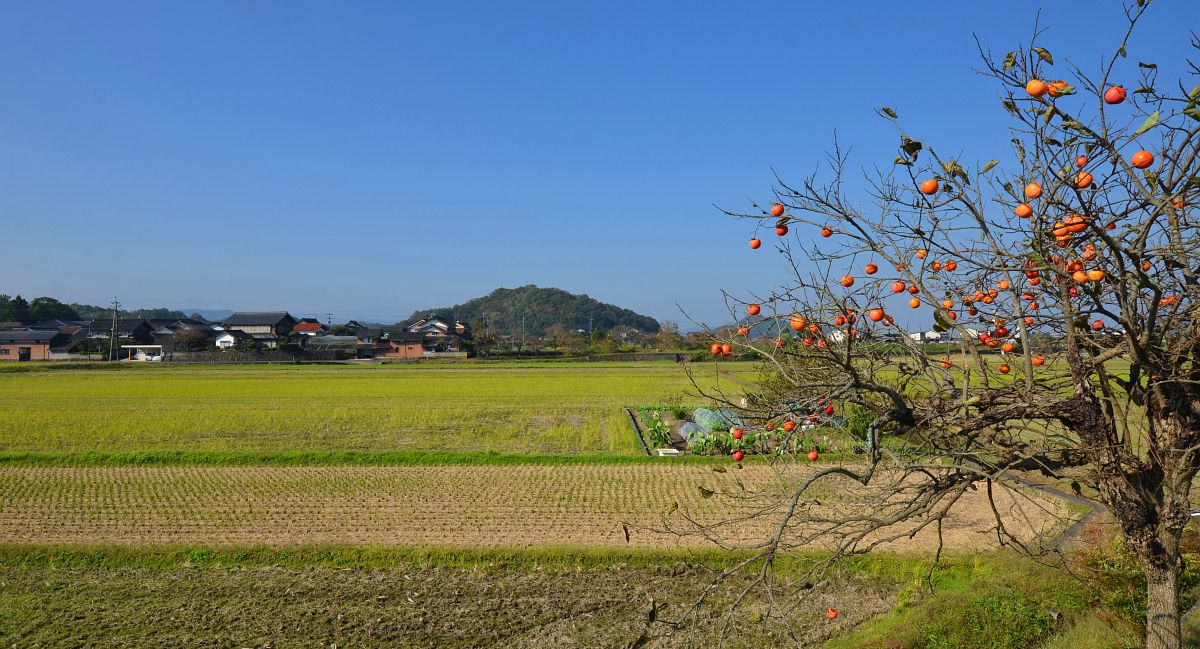
旧法美郡・因幡国府付近の秋の風景。中央に見えるのは今木山。

鎌倉時代に成立した『吾妻鏡』に法美郡として登場する。一次史料としては国府町にある法泉寺の鰐口に明徳4年（1393年）「因州法美郡広瀬郷」とあるのが最古。

### 鎌倉時代
平安時代の終わりごろから鎌倉時代にかけての史料からは、因幡国内では荘園や武士の進出による影響は緩やかで、朝廷の権威の下にある国衙の支配力が比較的健在のまま公領として維持されていたことがうかがえる。とりわけ法美郡ではそれが顕著で、大萱郷・広西郷・富木郷（罵城郷）・津井郷・高野郷などは古代の名前もそのままに鎌倉時代以降も継続した。これは他郡との比較上、法美郡の大きな特徴である。これらの地域では、在地領主が朝廷の権威に服することで、古代からの勢力図が鎌倉時代初期にも生き残ったものと考えられている。
その例外となったのが服部郷と稲羽郷であるが、服部郷は服部庄として、稲羽郷は宇部荘として、いずれも宇倍神社の荘園となっている。宇倍神社は古代からの豪族である伊福部氏の氏神であり、伊福部一族が神職も兼ねていたことから、郡内の他地域と同様に、平安時代以前の勢力が鎌倉武士の進出を阻んだものだと解されている。
しかし承久の乱（1221年）を境に、東国武士の進出が顕著になった。この戦乱では当地の勢力の多くは後鳥羽上皇に与して戦い、敗戦によって領地を奪われ没落、所領は東国の御家人に与えられたと推定される。この時期以降、伊福部吉氏も宇倍神社の神職としてしか登場してこなくなる。ただし宇倍神社が領していた荘園は天皇家（宣陽門院）に寄進されて生き残った。服部庄は承久の乱のあいだ一時的に押領されたが、戦後は天皇家に返還されている。
鎌倉時代における郡内の郷里については、『因幡民談記』（1688年）内の「郡郷保庄記」が手がかりとされている。同書は江戸時代に完成したものだが、「郡郷保庄記」部分の原型は鎌倉時代におおむね完成していたと考えられている。これに掲載されているのは次の通り。
- 郷 - 大萱郷、富木郷、広西郷、中ノ郷、稲羽郷、津井郷
- 保 - 矢津保、惣社保
- 庄 - 服部庄、ニ所庄
- 寺社領・その他 - 楠城、今衣社、法華寺、国分寺、高田社、造生寺

### 室町時代
室町時代になると山名氏による進出が始まった。観応の擾乱（1349年-1352年）がはじまると、山名氏は長門探題足利直冬に従い、文和元年（1352年）から山陰方面で足利尊氏方（幕府軍）と戦った。この戦いを制した山名氏は因幡国をはじめ、美作国・伯耆国・出雲国を事実上支配下においた。その後、山名氏は貞治2年（1363年）に幕府方に帰参し、翌年山名時氏が正式に因幡国の守護職に任じられた。守護職は翌1364年に時氏の子、山名氏冬へ譲られた。
山名氏は、はじめは法美郡にある古代からの国府を守護所として利用していたが、のちに湖山池湖畔の布勢天神山城（高草郡）に守護所を写した。その時期は複数の説があり、『因幡民談記』や『因幡志』（1795年）の記述では文正年間（1466年-1467年）とされている。その記述に拠ると移転を行ったのは山名勝豊となっているが、勝豊はそれ以前に死没していたとする史料もあり、信頼性については疑義が持たれている。
いずれにせよ、法美郡の国府付近は室町時代に政治の中心地ではなくなったが、その後も経済の中心地として栄えたことが、国庁付近から発見される豊富な遺物から推定される。
因幡国における山名氏の影響力は応仁の乱（1467年-1477年）を契機に衰えていった。しかし法美郡では、戦国時代に有力な国人といえるような勢力に成長したものは現れなかった。八上郡の因幡毛利氏（私部城）は法美郡の広西郷・大萱郷まで勢力を拡大し、姫地氏を大萱郷の代官としたことが史料から明らかになっている。当時の法美郡の小領主として名が残っているものとしては、山崎氏と神護氏などあげられる。
戦国時代には、山名氏、山名氏に反旗を翻した邑美郡鳥取城の因幡武田氏、出雲国方面から侵入した尼子氏や毛利氏らによる勢力争いが繰り広げられた。しかし戦いはもっぱら伯耆国や因幡国西部の鹿野城、因幡国南部の私部城・若桜鬼ヶ城周辺で行われており、法美郡では目立った合戦はさほど起きていない。これらの一連の争いは毛利氏が優勢となって山名氏・尼子氏を駆逐するに至ったが、尼子氏が織田信長を頼ったことで、戦国時代後期には様相が変わることになった。法美郡は、但馬国や播磨国・美作国方面から因幡国中心部へ侵入する際の通路となり、軍事的な重要度が高まった。天正1年（1573年）、尼子方の山中幸盛が法美郡の甑山城に立て籠もった。山名氏から離反したあと毛利氏に与していた鳥取城の武田高信は、尼子勢を排除するために甑山城を攻撃し、返り討ちにあって敗退した（鳥取のたのも崩れ・尼子再興軍による鳥取城の戦い）。尼子勢は一時的に鳥取城を奪取するが、彼らが傀儡として鳥取城に擁立した山名豊国が毛利氏に寝返ったため後退した。
その後、因幡国では毛利勢と豊臣秀吉のあいだで一進一退の攻防が行われた。天正8年（1580年）には豊臣秀吉が本格的な侵攻を行い、山名豊国が立てこもる鳥取城を包囲して周辺の諸城を次々と攻略した（第一次因幡攻め）。このときに攻め落とした7つの支城のうちの1つに法美郡の生山にあった生山城がある。山名豊国は秀吉に降伏して鳥取城はいったん軍門に下ったが、豊国の重臣たちはこれを不服として豊国を追放、新たに毛利家から吉川経家を城主に迎えて再び抗戦した。これにより天正9年（1581年）に再び鳥取城包囲戦が行われた（第二次因幡攻め）。この際には生山城は秀吉側の拠点として登場する。この合戦に勝利した豊臣秀吉は、戦いに参加した諸将に因幡国を分け与えた。法美郡9250石は宮部継潤に与えられた。

### 江戸時代
継潤の後裔として鳥取城を継いだ宮部長房は、関ヶ原の戦いで西軍に加担したため所領を没収された。鳥取城には池田氏が入り、以後明治維新まで池田氏が鳥取藩を治めた。
江戸時代には郡域の変更が行われているが、その正確な年代は判っていない。
| 服部庄 | 現･鳥取市福部町  | 法美郡から石井郡へ                     | 寛永10年（1633年）以前        | 石井郡は中世までの巨濃郡。元禄時代に岩井郡に改名。 |
| 百谷村 | 現･鳥取市百谷    | 邑美郡から法美郡へ                     | 正保年間（1645年-1648年）以前 | 百谷村は袋川支流・天神川の上流域。                 |
| 立川村 | 現・鳥取市立川町 | 一部を法美郡から鳥取町奉行の管轄へ編入 | 元禄11年（1698年）            | 立川村は法美郡の北西端。                           |

江戸時代の法美郡には1868軒（文久年間・1861年-1864年）の家があり、文化年間（1804年-1818年）以前の数値として約1207町（約1197ヘクタール）の田畑を有していたと記録されている。
石高
| 和暦                                             | 西暦        | 石高      | 備考   | 村数 | 情報源                       | 出典        |
| ------------------------------------------------ | ----------- | --------- | ------ | ---- | ---------------------------- | ----------- |
| 天正1年                                          | 1573        | 9250石    |        |      | 「宮部継潤知行目録」         | [ 2 ]       |
| 寛文4年                                          | 1665        | 1万6796石 | 拝領高 | 55   | 「池田光仲宛領知判物・目録」 | [ 2 ] [ 7 ] |
| 正徳1年                                          | 1711        | 1万6796石 |        | 60   | 「郷村高辻帳」               | [ 2 ]       |
| 元禄年間                                         | 1688 - 1704 | 1万8806石 |        | 60   | 「元禄郷村帳」               | [ 2 ] [ 7 ] |
| 天保年間                                         | 1831 - 1845 | 1万9123石 |        | 60   | 「天保郷帳」                 | [ 2 ] [ 7 ] |
| 天保郷帳の石高のうち2326石は新田開発によるもの。 |             |           |        |      |                              |             |

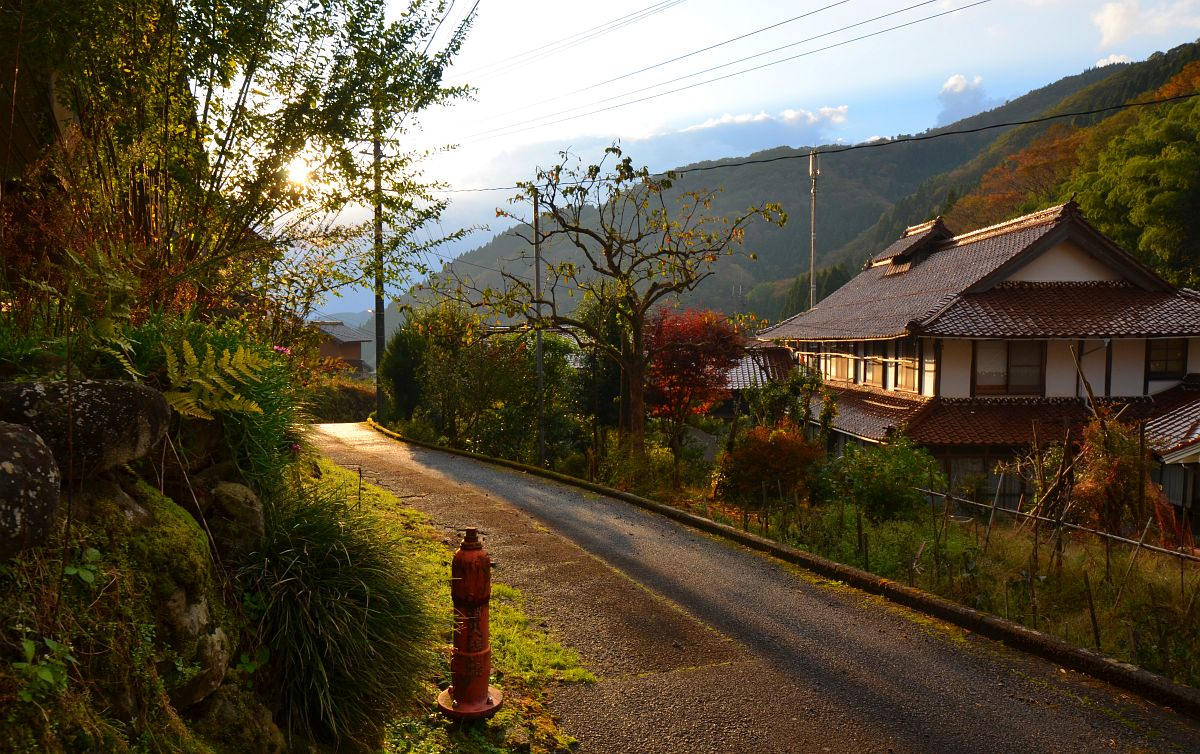
袋川の上流となる雨滝地区。石垣は藩政時代の番所のもの。

このうち郡内は上構・下構に二分割されており、寛永10年（1633年）の史料によると、宮下村と香取村に大庄屋が置かれた。宮下村には制札場が設けられ、街道が整備されると慶安4年（1651年）に法美往来の宿場（馬継）に指定された。安政3年（1856年）には御用状宿送継場となり、同5年（1858年）からは郡役所が置かれた。法美郡における法美往来の東となる雨滝村には番所が設置された。
安政年間の史料によると、藩政期の法美郡の産物としては、「櫨実」（ハゼノキの実で、木蝋の原料）、「扱苧」（カラムシ。繊維を採って衣類や網などの材料とする）、「楮」（コウゾ。和紙の原料）などがあげられている。ただしこの記録にからは特徴的なものを見出すことはできない。法美郡内の生産物は鳥取城下で消費されてしまうため、商品として記録に上がってこないのだろうと推定されている。このうちハゼノキによる木蝋生産は鳥取藩が力を入れていた産業で、宮下村に公設の製蝋所が設けられ、水車を利用した製蝋が行われた。このほか袋川には水車を利用する施設として鉄砲薬の精製所も設置されている。

## 近現代
明治維新のあと、廃藩置県によって因幡国全域は鳥取県となった。明治5年（1872年）に旧邑美郡の小西谷村が法美郡へ編入になった。同年、全国に区制が敷かれると、法美郡は廃止となり、全域は第9区の第19小区・第20小区・第21小区に編成された。翌明治6年（1873年）12月の大区小区制では、第3大区の1区・2区・3区・4区に編成された。
1878年（明治11年）に郡区町村編制法が始まると法美郡が復活した。郡役場は邑美郡・岩井郡と合同で鳥取町宮内町（のちの鳥取市東町。現在の鳥取県庁周辺）に設置となった。
市制・町村制の施行により、1889年（明治22年）に鳥取市が成立、法美郡のうち立川村と立川町四丁目がこれに加わった。残る郡内の村は合併によって9村に編成された。1896年（明治29年）に法美郡・邑美郡・岩井郡が合併して岩美郡となった。

### 沿革
- 「旧高旧領取調帳」に記載されている村は以下の通り。●は村内に寺社領が存在。◎は全域が寺社領。（3町60村）

雨竜村、木原村、下木原村、栃本村、石井谷村、大石村、楠城村、●拾石村、殿村、神護村、菅野村、上地村、荒舟村、●上荒舟村、山崎村、中河原村、●吉野村、●松尾村、新井村、山根村、神垣村、清水村、岡益村、谷村、糸谷村、高井村、高岡村、麻生村、玉鉾村、広西村、法花寺村、庁村、町屋村、美歎村、安田村、中郷村、国分寺村、三代寺村、生山村、余戸村、杉崎村、桜谷村、今在家村、正蓮寺村、桂木村、海蔵寺村、禰宜谷村、香取村、紙子谷村、広岡村、船木村、大杙村、稲吉村、●立川村、◎宮下村、奥谷村、岩倉村、卯垣村、滝山村、●百谷村、立川町一丁目、立川町二丁目、立川町三丁目
- 明治4年7月14日（1871年8月29日） - 廃藩置県により鳥取県の管轄となる。
- 明治5年（1872年） - 邑美郡小西谷村の所属郡が本郡に変更。（3町61村）
- 明治8年（1875年） - 高井村が高岡村に合併[52]。（3町60村）
- 明治9年（1876年）8月21日 - 第2次府県統合により島根県の管轄となる。
- 明治10年（1877年） - 稲吉村および卯垣村の一部が立川村に合併。（3町59村）
- 明治12年（1879年）
  - 1月12日 - 郡区町村編制法の島根県での施行により行政区画としての法美郡が発足。「邑美法美岩井郡役所」が邑美郡鳥取町に設置され、同郡・岩井郡とともに管轄。
  - 立川村の一部（旧・稲吉村）が分立して立川町四丁目となる。（4町59村）
- 明治14年（1881年）9月12日 - 鳥取県の管轄となる。

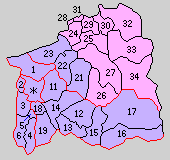
11.稲葉村 12.法美村 13.御陵村 14.国府村 15.登儀村 16.上舟村 17.大茅村 18.面影村 19.津ノ井村（紫：鳥取市 1 - 6は邑美郡 21 - 34は岩井郡）

- 明治22年（1889年）10月1日 - 町村制の施行により、以下の各村が発足。全域が現・鳥取市。（9村）
  - 稲葉村 ← 卯垣村、小西谷村、滝山村、百谷村、岩倉村
  - 法美村 ← 麻生村、高岡村、糸谷村、谷村、神垣村
  - 御陵村 ← 広西村、玉鉾村、岡益村、清水村、山根村
  - 国府村 ← 奥谷村、宮下村、町屋村、美歎村、庁村、中郷村、安田村、三代寺村、法花寺村、国分寺村
  - 登儀村 ← 新井村、吉野村、松尾村、中河原村、山崎村、殿村、神護村
  - 上舟村 ← 荒舟村、上荒舟村、上地村
  - 大茅村 ← 拾石村、楠城村、下木原村、木原村、雨滝村、栃本村、石井谷村、大石村、菅野村
  - 面影村 ← 大杙村、今在家村、桜谷村、正蓮寺村、邑美郡新村、雲山村
  - 津ノ井村 ← 余戸村、杉崎村、生山村、桂木村、船木村、広岡村、海蔵寺村、紙子谷村、香取村、禰宜谷村
  - 立川村・立川町一丁目・立川町二丁目・立川町三丁目・立川町四丁目が鳥取市の一部となる。
- 明治29年（1896年）4月1日 - 郡制の施行のため、「邑美法美岩井郡役所」の管轄地域をもって岩美郡が発足。同日法美郡廃止。

## 行政
歴代邑美・法美・岩井郡長については邑美郡を参照。